# Cơ quan Năng lượng Tái tạo Quốc tế
Cơ quan Năng lượng Tái tạo Quốc tế (tiếng Anh: International Renewable Energy Agency, viết tắt là IRENA) được thành lập năm 2009 để khuyến khích gia tăng việc sử dụng và phổ biến năng lượng tái tạo dưới mọi hình thức. IRENA tạo điều kiện truy cập vào tất cả những thông tin năng lượng tái tạo và nguồn liên quan, bao gồm cả dữ liệu kỹ thuật. Thời hiệu của nó bắt đầu có hiệu lực từ ngày 08 tháng 7 năm 2010.
Vào tháng 6 năm 2009, tại cuộc họp Ủy ban dự trù, thành phố Abu Dhabi đã được chọn làm nơi đặt trụ sở lâm thời của Cơ quan.

## Lịch sử
Ý tưởng thành lập IRENA có lẽ do Hermann Scheer khởi xướng. Trong hai thập kỷ qua, là chủ tịch của tổ chức EUROSOLAR và chủ tịch của Hội đồng Năng lượng tái tạo Thế giới, ông đã không ngừng cổ vũ việc thành lập một tổ chức chính trị dưới hình thức một cơ quan quốc tế để quản lý năng lượng tái tạo. "Con đường dài từ sáng kiến tới việc thành lập IRENA cho thấy rằng bạn không chỉ cần thêm ý tưởng hàng đầu mà còn phải kiên nhẫn và sức chịu đựng để thực hiện." Scheer nói vậy khi nhìn lại. Hermann Scheer đã đọc một bài phát biểu trong Hội nghị thành lập, ông nói:.."IRENA sẽ thúc đẩy việc sử dụng các Năng lượng tái tạo trên toàn cầu và đẩy mạnh việc đưa chúng vào sử dụng. Nay IRENA có thể bắt đầu công việc của mình mà không chậm trễ và lập ra các cấu trúc đầu tiên. Sau 19 năm chuẩn bị, chúng ta không nên để mất thời gian hơn nữa ".
Tháng 11 năm 2003, Hiệp hội Năng lượng gió thế giới (World Wind Energy Association, WWEA) ra một nghị quyết ủng hộ việc thiết lập IRENA và, từ đó, tích cực đề bạt IRENA trên toàn thế giới, giữa các chính phủ và các ngành công nghiệp.
Ngày 15 tháng 6, tại cuộc họp hàng năm của mình, Hiệp hội Năng lượng gió thế giới đã trao "Giải Năng lượng gió thế giới" 2010 cho các nước thành viên sáng lập IRENA. Họ tuyên bố: "Việc lập ra IRENA có thể được xem là một quyết định quan trọng nhất từ xưa tới nay ở cấp độ toàn cầu để có lợi cho năng lượng tái tạo. Việc thành lập IRENA gửi đi một tín hiệu rất mạnh cho cộng đồng thế giới rằng năng lượng tái tạo sẽ đóng một vai trò then chốt trong việc cung cấp năng lượng trong tương lai trên toàn thế giới. Với giải thưởng này, Hiệp hội Năng lượng gió thế giới cũng muốn chỉ ra rằng Hiệp hội cam kết sẽ làm việc chặt chẽ với IRENA và sẽ tiếp tục hoàn  toàn hỗ trợ cho IRENA."
54 nước đã tham dự Hội nghị trù bị để thành lập Cơ quan Năng lượng Tái tạo Quốc tế ở Berlin, trong 2 ngày 10 và 11 tháng 4 năm 2008. Cuộc họp này theo sau nhiều cuộc họp khác từ năm 1981, trong đó cũng thảo luận việc lập ra IRENA.  Tại Berlin, các đại diện của các chính phủ đã gặp nhau để thảo luận các muc tiêu, các hoạt động, vấn đề tài chính, và cơ cấu tổ chức của IRENA. Các bên tham dự đã bày tỏ sự cần thiết phải bắt đầu sự chuyển tiếp nhanh sang kinh tế năng lượng tái tạo bền vững và an toàn hơn với sự hỗ trợ của một cơ quan quốc tế.
Hội nghị thành lập Cơ quan Năng lượng tái tạo Quốc tế được tổ chức ở Bonn, Đức, ngày 26.01.2009. 75 nước đã ký Quy chế của Cơ quan này. Quy chế bắt đầu có hiệu lực từ ngày 8.7.2010, 30 ngày sau khi nước thứ 25 nộp văn kiện phê chuẩn của mình. Hội nghị thành lập cũng lập ra Ủy ban trù bị cho IRENA, gồm mọi nước đã ký kết.
Trong buổi họp đầu tiên của Ủy ban trù bị tại Bonn ngày 27.01.2009, các nước ký kết đã  chấp nhận các tiêu chuẩn và các thủ tục để chọn vị Tổng giám đốc lâm thời của IRENA và trụ sở chính tạm thời. Một Ban quản trị được thành lập để trợ giúp Ủy ban trù bị trong việc chuẩn bị khóa họp thứ hai. Ban quản trị chuẩn bị bản phác thảo các đề nghị cho một chương trình làm việc tạm thời và ngân sách cũng như cho quy chế của các nhân viên tạm thời và những quy định tài chính.  Các đề cử vị Tổng giám đốc lâm thời và trụ sở tạm thời đã được đệ trình ngày 30.4.2009.
Khóa họp thứ nhì của Ủy ban trù bị đã họp ở thành phố Sharm El Sheik, Ai Cập trong 2 ngày 29-30 tháng 6 năm 2009 để bầu vị Tổng giám đốc lâm thời và quyết định nơi đặt trụ sở tạm thời của IRENA. Khóa họp đã đi tới quyết định là trụ sở tạm thời sẽ được đặt ở Abu Dhabi, thành phố Masdar, Các Tiểu vương quốc Ả Rập Thống nhất. Do đó nước này trở thành nước phát triển đầu tiên có trụ sở chính của nhiều tổ chức quốc tế. Ngoài ra, một trung tâm công nghệ học và đổi mới sẽ được đặt ở thành phố Bonn, và một phòng để liên lạc với Liên Hợp Quốc cùng các cơ quan quốc tế khác sẽ được đặt ở Viên. Hélène Pelosse đã được bầu làm Tổng giám đốc lâm thời. Khóa họp thứ nhì của Ủy ban trù bị cũng đã chấp nhận một chương trình làm việc tạm thời và ngân sách cũng như điều lệ tạm thời về công nhân viên chức cùng các quy định tài chính tạm thời.
Khóa họp tiếp sau của Ủy ban trù bị trong 2 ngày 24–25 tháng 10 năm 2010 ở Abu Dhabi đã bổ nhiệm Adnan Amin - đại diện của Kenya – phó tổng giám đốc lâm thời lên nắm chức Tổng giám đốc lâm thời sau khi Hélène Pelosse từ chức.

## Các mục tiêu
IRENA nhằm mục đích trở thành động lực chính trong việc thúc đẩy một sự chuyển tiếp tới việc sử dụng năng lượng tái tạo trên quy mô toàn cầu:

Làm tiếng nói toàn cầu cho năng lượng tái tạo, IRENA sẽ cung cấp những tư vấn và hỗ trợ cho cả các nước công nghiệp và các nước đang phát triển, giúp họ cải thiện các khung quản lý và xây dựng năng lực. Cơ quan này sẽ tạo điều kiện truy cập vào tất cả các thông tin liên quan bao gồm các dữ liệu đáng tin cậy về tiềm năng của năng lượng tái tạo, các thực hành tốt nhất, cơ chế tài chính hiệu quả và sử dụng các ý tưởng mới nhất cùng các dạng hiện đại.

IRENA cung cấp tư vấn và hỗ trợ cho các chính phủ về chính sách năng lượng tái tạo, xây dựng năng lực, và chuyển giao công nghệ. IRENA cũng sẽ phối hợp với các tổ chức năng lượng tái tạo hiện có, chẳng hạn như REN21 (Renewable Energy Policy Network for the 21st Century).

## Các nước thành viên
Đến nay, Liên minh châu Âu (với 27 quốc gia thành viên) cùng 148 nước (tổng cộng 175 quốc gia) đã ký kết Quy chế của IRENA, và 50 nước đã phê chuẩn quy chế này. Các nước thành viên gồm hầu hết các nước châu Âu và châu Phi, cùng các nước có nền kinh tế lớn như Hoa Kỳ, Ấn Độ, Nhật Bản, Úc.
- Châu Phi:

Algérie, Angola, Bénin, Burkina Faso, Cameroon, Cabo Verde, Central African Republic, Tchad, Comoros, Congo, Cote d'Ivoire, Cộng hòa Dân chủ Congo, Djibouti, Ai Cập, Eritrea, Ethiopia, Gabon, Gambia, Ghana, Guinea, Guinea-Bissau, Kenya, Lesotho, Liberia, Libyan Arab Jamahiriya, Madagascar, Mali, Mauritania, Mauritius, Maroc, Mozambique, Niger, Nigeria, Rwanda, Seychelles, Sierra Leone, São Tomé và Príncipe, Senegal, Somalia, South Africa, Sudan, Swaziland, United Republic of Tanzania, Togo, Tunisia, Uganda, Zambia, Zimbabwe.
- Châu Âu:

Albania, Áo, Belarus, Bosna và Hercegovina, Bulgaria, Croatia, Cộng hòa Síp, Czech Republic, Đan Mạch, Estonia, Phần Lan, Pháp, Đức, Hy Lạp, Iceland, Ireland, Ý, Latvia, Liechtenstein, Litva, Luxembourg, Malta, Monaco, Montenegro, Hà Lan, Na Uy, Poland, Bồ Đào Nha, Republic of Moldova, România, Serbia, Slovakia, Slovenia, Tây Ban Nha, Thuỵ Điển, Thụy Sĩ, The former Yugoslav Republic of Macedonia, United Kingdom of Great Britain and northern Ireland.
- Châu Á:

Afghanistan, Armenia, Azerbaijan, Bahrain, Bangladesh, Brunei, Campuchia, Gruzia, Ấn Độ, Iran, Iraq, Israel, Nhật Bản, Jordan, Kazakhstan, Kyrgyzstan, Kuwait, Liban, Maldives, Malaysia, Mông Cổ, Nepal, Oman, Pakistan, Philippines, Qatar, Hàn Quốc, Sri Lanka, Syria, Tajikistan, Đông Timor, Thổ Nhĩ Kỳ, United Arab Emirates, Uzbekistan, Yemen. Việt Nam hiện chưa tham gia.
- Châu Mỹ:

Antigua và Barbuda, Argentina, Chile, Colombia, Costa Rica, Cộng hòa Dominica, Ecuador, Grenada, Guatemala, Honduras, México, Nicaragua, Panama, Peru, Saint Vincent & the Grenadines, Uruguay, Hoa Kỳ.
- Australia/Oceania:

Australia, Fiji, Kiribati, Quần đảo Marshall, Nauru, Palau, Papua New Guinea, Samoa, Tonga, Vanuatu.

## Liên Hợp Quốc
Nhiều tổ chức của Liên Hợp Quốc làm việc trong lĩnh vực Năng lượng tái tạo. Nhưng IRENA là tổ chức duy nhất nhằm mục đích thúc đẩy việc sử dụng 100% năng lượng tái tạo khắp thế giới. IRENA và Liên Hợp Quốc sẽ kết hợp lực lượng để đẩy mạnh việc chuyển đổi năng lượng sử dụng trên toàn cầu.Hélène Pelosse
Hélène Pelosse, cựu Tổng giám đốc lâm thời của IRENA, đã gặp Tổng thư ký Liên Hợp Quốc Ban Ki-moon trong Tuần Khí hậu 2009 ở New York. Hai người đã xem xét lĩnh vực hợp tác tương lai giữa IRENA và nhiều cơ quan của Liên Hợp Quốc. IRENA cũng tìm cách hợp tác với Liên Hợp Quốc và các tổ chức liên kết như Đại học Liên Hợp Quốc, UNESCO, Ngân hàng Thế giới, GEF (Global Environment Facility), UNIDO (Tổ chức Phát triển Công nghiệp Liên Hợp Quốc), Chương trình Phát triển Liên Hợp Quốc (UNDP), UNEP (Chương trình Môi trường Liên Hợp Quốc), và Tổ chức Thương mại Thế giới trong các lĩnh vực giáo dục và huấn luyện, tài trợ, sử dụng năng lượng, nghiên cứu tiềm năng và buôn bán năng lượng.